# Guillaume Poitrinal
Guillaume Poitrinal, nacido el 22 de diciembre de 1967 en Châtellerault (Vienne), es un empresario y dirigente empresarial franco-luxemburgués.
De 2005 a 2013 dirigió el grupo Unibail-Rodamco-Westfield. Es el directivo más joven de una empresa CAC 40 cuando el grupo se unió al índice en 2007.
En 2014, fundó Woodeum con Philippe Zivkovic, un promotor inmobiliario con bajas emisiones de carbono que utiliza madera contralaminada como material de construcción innovador, y luego, en 2017, WO2, un promotor inmobiliario con bajas emisiones de carbono de oficinas de nueva generación.
También en 2014 creó un fondo de inversión especializado en el sector inmobiliario europeo, Icamap, que todavía preside en la actualidad.
Desde 2017 es presidente de la Fondation du patrimoine.

## Biografía
Hijo de un cirujano y de un director de clínica, Guillaume Poitrinal completó sus estudios secundarios y clases preparatorias en el Lycée Henri-IV de París. Se graduó en HEC Paris en 1989.
Comenzó su carrera en el departamento de fusiones y adquisiciones de Morgan Stanley como analista, de 1992 a 1995, en Londres y luego en París. En 1995, Léon Bressler, jefe del grupo Unibail, lo contrató como director de proyecto. En 1997 fue ascendido a director de desarrollo y planificación. Al año siguiente, pasó a ser director financiero y luego director de la división Oficinas. En 2002, fue ascendido a director general adjunto a cargo de todas las divisiones y finanzas.
En abril de 2005, Léon Bressler dejó la dirección del grupo para convertirse en presidente no ejecutivo y Guillaume Poitrinal pasó a ser director general. Tras la marcha de Léon Bressler el 27 de abril de 2006, Guillaume Poitrinal se convierte en presidente y director general del grupo.
El 18 de junio de 2007, Unibail entró en el índice CAC 40 y, con 39 años, Guillaume Poitrinal era el director más joven de una sociedad CAC 40.
El 25 de junio de 2007, el grupo Unibail se fusionó con el grupo holandés Rodamco y se convirtió en una sociedad anónima con un consejo de administración y un consejo de supervisión. Guillaume Poitrinal evoca entonces una “unión lógica”. Se convirtió en presidente del consejo de administración del nuevo grupo, Unibail-Rodamco.
Dejó el grupo el 25 de abril de 2013. Durante su mandato, el tamaño del grupo se multiplicó por cuatro. La cotización de la acción pasó de 93 euros a 175 euros y se repartieron 80,3 euros de dividendo por acción, asegurando una rentabilidad anual para el inversor del 15,1% de media, frente al +3,3% del CAC40 y al +4,5% del EPRA, el indice del sector inmobiliario en Europa.
Con Philippe Zivkovic, fundó en 2014 una empresa de promoción inmobiliaria especializada en viviendas de madera con bajas emisiones de carbono, Woodeum, y luego, en 2017, WO2, un promotor de oficinas de nueva generación con bajas emisiones de carbono. En junio de 2020, con su fondo Icawood y WO2, lanzó la construcción del Arboretum, en Nanterre Paris La Défense, el proyecto de campus de oficinas de madera más grande del mundo (126.000 m²).
El 23 de octubre de 2013, François Hollande le encargó liderar el shock de simplificación. Fue presidente hasta enero de 2015. Luego presidió hasta mayo de 2017 el taller “planificación y construcción”, cuyo objetivo es reducir los procedimientos administrativos y fiscales a los que están sujetas las empresas francesas. En febrero de 2016, la presidenta de la región de Isla de Francia, Valérie Pécresse, lo nombró presidente del Consejo Estratégico para el Atractivo y el Empleo. Es presidente hasta finales de 2018. En abril de 2017, fue nombrado presidente de la Fondation du patrimoine, sucediendo a Charles de Croisset.
Bajo la presidencia de Emmanuel Macron, lanzó el proyecto de patrocinio popular “Loto du Patrimoine” en colaboración con el Ministerio de Cultura y Comunicación, Française des Jeux y Stéphane Bern.

## Libros
- Leadership : Perspectives sur l'exercice du pouvoir dans les entreprises - Éric-Jean Garcia, prefacio por Erhard Friedberg - Éditions de Boeck, 2011
- Plus vite ! La France malade de son temps, Paris, Éditions Grasset & Fasquelle, 2012 ISBN 978-2-246-79991-7
- L'immobilier demain : La Real Estech, des rentiers aux entrepreneurs - Robin Rivaton et Vincent Pavanello, Prefacio por Guillaume Poitrinal, Editions Dunod, 2017
- Les 100 mots du patrimoine - Guy Sallavuard, Prefacio por Guillaume Poitrinal, Editions Que Sais-je, 2021
- Pour en finir avec l'apocalypse - une écologie de l'action, Paris, Éditions Stock, 2022